# Zuid-Bačka

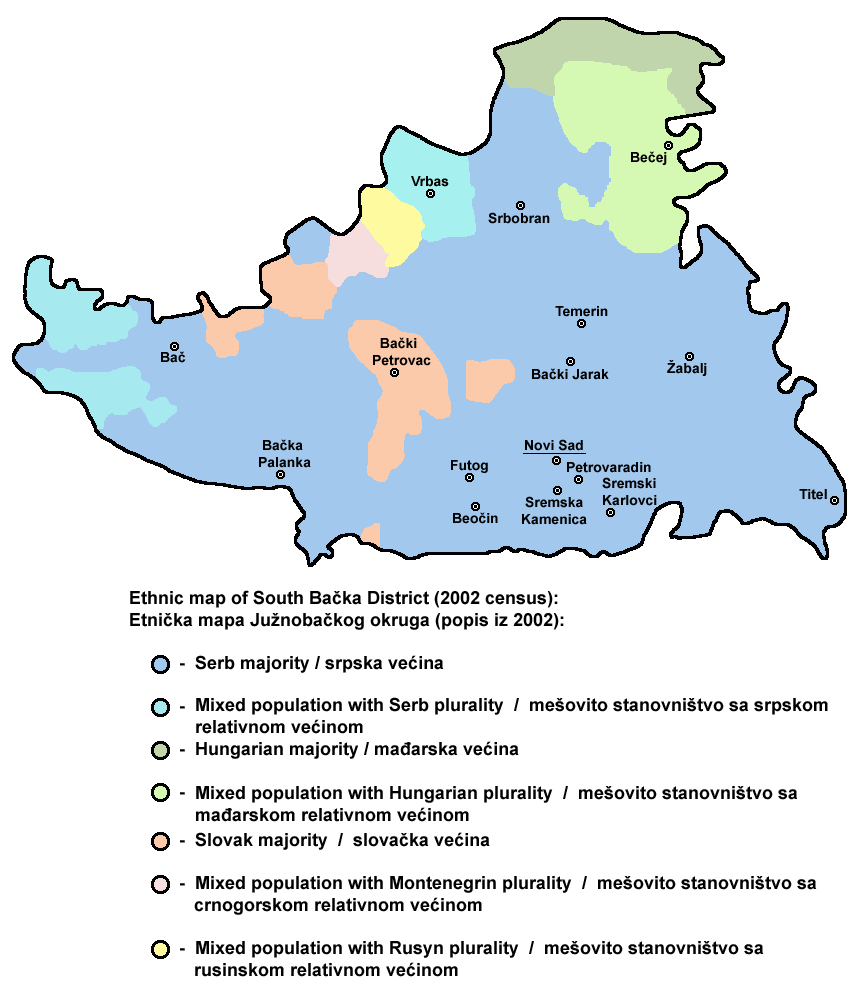

Zuid-Bačka (Servisch: Јужнобачки управни округ of Južnobački upravni okrug; Hongaars: Dél-bácskai körzet; Slowaaks: Juhobáčsky okres) is een administratief district in de Servische regio Vojvodina. De hoofdstad is Novi Sad.
Op 30 juni 2007 had het district een geschatte bevolking van 603.244 inwoners. De bevolkingsdichtheid bedroeg 150 inw./km². De oppervlakte van het district is 4015 km².
Op het grondgebied van het district bevinden zich 77 nederzettingen.
De huidige prefect (Načelnik okruga) van Zuid-Bačka is Darija Šajin.
De bevolking bestaat voor 69 procent uit Serviërs. De Hongaarse minderheid in Servië vormt 9,6% van de bevolking.

## Gemeenten
Het district Zuid-Bačka bestaat uit de volgende gemeenten:
- Srbobran
- Bač
- Bečej
- Vrbas
- Bačka Palanka
- Bački Petrovac
- Žabalj
- Novi Sad
- Titel
- Temerin
- Beočin
- Sremski Karlovci
- Petrovaradin

## Bevolking
De bevolking bestaat uit de volgende etnische groepen:
| Etnische groep | census 2002 | census 2002 | census 2011 | census 2011 |
| Etnische groep | Aantal      | %           | Aantal      | %           |
| -------------- | ----------- | ----------- | ----------- | ----------- |
| Serviers       | 409.988     | 69,06%      | 445.270     | 72,36%      |
| Hongaren       | 55.128      | 9,29%       | 47.850      | 7,78%       |
| Slowaken       | 27.640      | 4,66%       | 24.670      | 4,01%       |
| Montenegrijnen | 17.340      | 2,92%       | 11.378      | 1,85%       |
| Roma           | 6.053       | 1,02%       | 10.482      | 1,70%       |
| Kroaten        | 12.040      | 2,03%       | 10.022      | 1,63%       |
| Roethenen      | 7.443       | 1,25%       | 6,974       | 1,13%       |
| Joegoslaven    | 15.959      | 2,69%       | 3.642       | 0,59%       |
| Totaal         | 593.666     |             | 615.371     |             |

In de meeste gemeenten zijn de Serviërs in de meerderheid. In de gemeente Becej zijn de Hongaren in de meerderheid en in de gemeente Backi Petrovac vormen de Slowaken de meerderheid.